# Fernando Veronezi
José Fernando Limeira Veronezi mais conhecido como Fernando Veronezi (Porto Alegre, 28 de julho de 1935 - Porto Alegre, 27 de maio de 2010) foi um radialista brasileiro. Veronezi iniciou sua carreira como operador de áudio e programador na Rádio Farroupilha nos anos 50. Em 1957 foi convidado para trabalhar na recém fundada Rádio Guaíba, que ainda estava em períodos de teste. Foi responsável pela programação musical da Rádio Guaíba AM e depois também da FM por 43 anos. Apresentou o programa "Noturno Guaíba", por 23 anos. Veronezi é considerado um ícone do rádio gaúcho.

## Prêmio
- Medalha Cidade de Porto Alegre (1994)[8]